# نادي نوروستي الرياضي
نادي نوروستي الرياضي (Esporte Clube Noroeste) هو نادي كرة قدم محترف برازيلي مقره في باورو، ساو باولو. يتنافس الفريق في بطولة باوليستا، الدرجة الأولى من دوري كرة القدم لولاية ساو باولو.